# .li
.li је највиши Интернет домен државних кодова (ccTLD) за Лихтенштајн. Направљен је 1993. године. Домен је спонзорисан и администриран од стране Fachhochschule Liechtenstein (Професионалне школе Лихтенштајна) у Вадуцу, али имена домена могу да се региструју и код администратора швајцарског .ch домена, SWITCH-а.